# Jozef Philipoom
Jozef Philipoom (* 27. Mai 1964) ist ein belgischer Karambolagespieler, Welt- und Europameister.

## Karriere
Philipoom spielt in den Disziplinen Einband und Dreiband. Er ist auf nationaler Ebene schon ein erfolgreicher Spieler, als ihm 1995 international gleich ein Doppelerfolg gelang. Zuerst im September bei der Dreiband-Europameisterschaft in Prag mit der Goldmedaille im Dreiband, im Oktober dann bei der Dreiband-Weltmeisterschaft im niederländischen Grubbenvorst erneut Dreiband-Gold. 2002 wurde er Belgischer Meister, als er im Finale Frédéric Caudron besiegte, Dritter wurde damals Roland Forthomme. 2009 kam eine Silbermedaille hinzu. Im Januar des Jahres gewann er erstmals auch Silber im Dreiband-Weltcup im niederländischen Sluiskil, im Dezember dann Gold im ägyptischen Hurghada. 2010 konnte sich Philipoom erneut die belgische Dreiband-Krone aufsetzen, diesmal bei den Team-Meisterschaften mit seinem Klub „B.C. Deurne“. Im April 2016 gewann Philipoom mit „De Distel“ das Holländische Pokalfinale.

## Erfolge
- Dreiband-Weltmeisterschaft:  1995
- Dreiband-Europameisterschaft:  1995
- Dreiband-Weltcup:  2009  2009
- Belgische Dreiband-Meisterschaft:  1995, 2002  2000, 2009, 2017  2005, 2015
- Belgische Dreiband-Meisterschaft (Team):  2010
- Holländisches Pokalfinale:  2016
- Cuvino Superprestige:  2012[2]